# 島嶼ケルト語

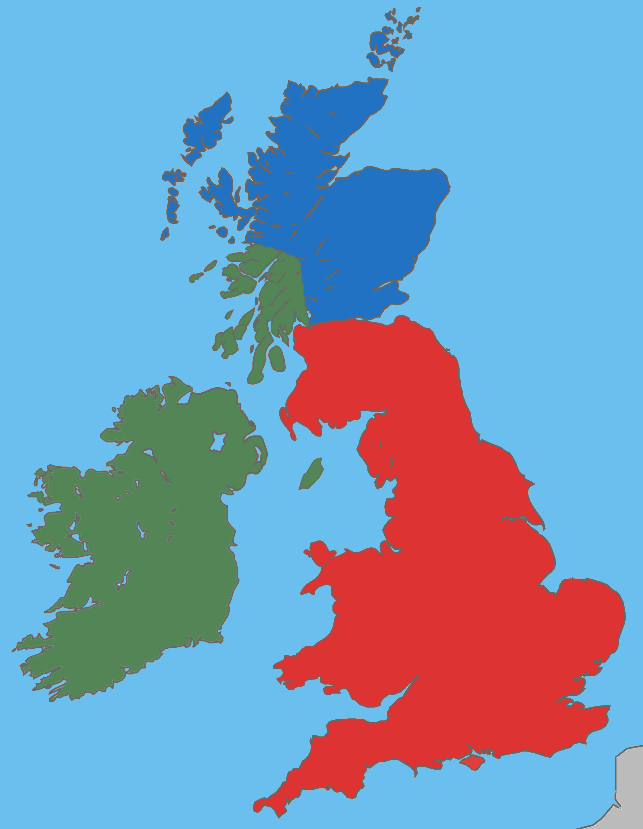
5世紀のブリテン諸島の言語分布。青がピクト語、緑がゲール語、赤がブリソン諸語。

島嶼ケルト語（とうしょケルトご、Insular Celtic）とは、ケルト語派のうちブリテン諸島を起源とするものを指す語であり、さらに以下のように分類される。
- ゲール語（アイルランド語、マン島語、スコットランド・ゲール語など）
- ブリソン語（ブルトン語、コーンウォール語、ウェールズ語など）

「島嶼ケルト語」の名はこれらの言語が古来からブリテン諸島で話されてきたことに由来する。またこの語派の存在は、（ケルトイベリア語やガリア語などの死語からなる）大陸ケルト語の分化以後に誕生した島嶼ケルト祖語とでもいうべき言語から、ゲール語とブリトニック語が分化しブリテン諸島近辺でともに発展してきたことを示している。
この語派を想定する際には、島嶼－大陸ケルトの区分がP-Qケルト語の区分と一部重複することが問題となる。すなわちブリトニック語はガリア語とともにPケルト語に分類され、ゲール語はケルトイベリア語とともにQケルト語に分類されるのである。この問題について島嶼－大陸ケルトの分類を支持する説は、島嶼ケルト語には前置詞が屈折しまた語順がVSOであるという共通点があることを根拠に、P-Qケルト語間で発生したとされる音韻変化はあくまで表面的なもので、変化はブリトニック語とガリア語で独立に起こったのだと主張している。
島嶼ケルト語に含まれる言語は、以下の通りである。
ゲール語
- 原アイルランド語
- 古アイルランド語
- 中期アイルランド語
  - アイルランド語
  - スコットランド･ゲール語
  - マン島語
  - ゴールウェイ･ゲール語

ブリトニック語
- カンブリア語
- ピクト語（推定）
- 古ウェールズ語
- 中期ウェールズ語
  - ウェールズ語
- 南西ブリトニック語
  - ブルトン語
  - コーンウォール語

1. ↑  Hammarström, Harald; Forkel, Robert; Haspelmath, Martin et al., eds (2016). “Insular Celtic”. Glottolog 2.7. Jena: Max Planck Institute for the Science of Human History